# Chusaris paucimaculata
Chusaris paucimaculata là một loài bướm đêm trong họ Noctuidae.